# Bernardo IV de Baden-Durlach
Bernardo IV de Baden-Durlach (em alemão:  Bernhard IV. von Baden-Durlach; 1 de março de 1517 – Pforzheim, 20 de janeiro de 1553), foi um nobre alemão, pertencente à Casa de Zähringen, e que foi Margrave de Baden-Durlach de 26 de setembro de 1552 até à sua morte. 

## Biografia
Bernardo era o segundo filho do primeiro casamento do Margrave Ernesto de Baden-Pforzheim com Isabel de Brandemburgo-Ansbach-Kulmbach.
Tal como o seu irmão mais velho, Alberto, a Bernardo era atribuída uma vida dissoluta, sendo descrito como uma criatura selvagem. A sua má reputação fez parar as negociações entre o seu pai e Guilherme, o Rico, Duque de Jülich-Cleves-Berg, irmão de Ana de Cleves, quarta mulher de Henrique VIII, para que Bernardo casasse com outra das irmãs do Duque, Amália de Cleves.
Em 1537, ele opôs-se à proposta do pai para divisão dos territórios entre os filhos, em particular contra os direitos do seu meio-irmão Carlos II, por ser filho do segundo casamento do pai, que era morganático. Após a morte do irmão mais velho, em 1542, o pai perdoou-lhe a oposição inicial, prometendo-lhe que ele viria herdar o Baixo-Baden.
Em 1540 ele adquiriu a cidadania da cidade de Basileia, cidade para a qual tinha dívidas.
A 26 de setembro de 1552 o pai associou-o ao poder, entregando-lhe o governo do Baixo-Baden, com as cidades de Pforzheim e Durlach, território que governou até à sua morte, enquanto o seu meio-irmão Carlos II governou o Alto-Baden.
Contudo, o seu governo durou poucos meses, uma vez que ele morreu inesperadamente a 20 de janeiro de 1553, sendo sepultado na Colegiada de Pforzheim.